# 小松島市立北小松島小学校
小松島市立北小松島小学校（こまつしましりつ きたこまつしましょうがっこう）は、徳島県小松島市中田町にある公立小学校。

## 沿革
- 1955年4月1日 - 小松島市北小松島小学校を創立。
- 1979年 - 学校緑化特別賞・知事賞表彰。学校緑化全国表彰。
- 1980年 - 第一回徳島県藍青賞受賞。
- 1981年 - 花いっぱいコンクール最優秀賞受賞。
- 1983年 - 子ども銀行表彰。
- 1985年 - 全国水泳指導優秀学校表彰。
- 1987年 - 康楽会賞受賞。
- 1990年 - 才能開発実践教育賞受賞。
- 1991年 - 第13回藍青賞受賞。
- 1996年 - 平成8年度交通安全功労団体表彰。

## 校歌
- 作詞：保科千代次 / 作曲：近藤良三

## 通学区域が隣接している学校
- 小松島市立小松島小学校
- 小松島市立千代小学校
- 徳島市論田小学校